# 台灣播出之日劇列表 (2006年)
台灣播出之日劇列表為在2006年台灣播映過之日本戲劇
| 日期     | 劇名           | 日本電視台 | 台灣電視台 | 主要演員                     | 網站                        |
| 1月9日   | 熟女拉警報     | KTV        | 緯來日本台 | 稻森泉                       | 網頁 （页面存档备份，存于） |
| 1月24日  | 超能野球紅不讓 | EX         | 國興衛視   | 林剛史                       | 網頁 （页面存档备份，存于） |
| 1月24日  | 電車男         | CX         | 緯來日本台 | 伊藤淳史                     | 網頁 （页面存档备份，存于） |
| 1月28日  | 西遊記         | CX         | 緯來日本台 | 香取慎吾                     | 網頁 （页面存档备份，存于） |
| 1月30日  | 古都           | EX         | 台視       | 上戶彩、渡部篤郎             | 網頁 （页面存档备份，存于） |
| 1月31日  | 天國的大輔     | NTV        | 台視       | 福山雅治                     | 網頁 （页面存档备份，存于） |
| 2月1日   | 春與夏         | NTV        | 台視       | 米倉涼子                     | 網頁 （页面存档备份，存于） |
| 2月6日   | 熟女真命苦     | NTV        | 緯來日本台 | 篠原涼子                     | 網頁 （页面存档备份，存于） |
| 2月20日  | 鬼來電         | EX         | 緯來日本台 | 菊川憐                       | 網頁 （页面存档备份，存于） |
| 3月10日  | 空姐特訓班     | CX         | 緯來日本台 | 上戶彩                       | 網頁 （页面存档备份，存于） |
| 3月20日  | 女王的教室     | NTV        | 緯來日本台 | 天海祐希                     | 網頁（页面存档备份，存于）  |
| 3月20日  | 我要當旅館美人 | NHK        | 緯來日本台 | 酒井法子                     | 網頁 （页面存档备份，存于） |
| 4月4日   | 牡丹與薔薇     | THK        | JET        | 大河內奈奈子                 |                             |
| 4月4日   | 輪舞曲         | TBS        | 緯來日本台 | 竹野內豐                     | 網頁 （页面存档备份，存于） |
| 4月11日  | 菜鳥老師來報到 | CX         | 緯來日本台 | MIMURA                       | 網頁 （页面存档备份，存于） |
| 4月20日  | 神啊請給我幸福 | TBS        | 緯來日本台 | 深田恭子                     |                             |
| 5月4日   | 迷糊動物醫生   | EX         | 緯來日本台 | 吉澤悠                       | 網頁 （页面存档备份，存于） |
| 5月22日  | 螢火蟲之墓     | NTV        | 緯來日本台 | 石田法嗣                     | 網頁（页面存档备份，存于）  |
| 6月14日  | 鬼嫁日記       | KTV        | 緯來日本台 | 觀月亞里莎                   | 網頁 （页面存档备份，存于） |
| 6月29日  | 愛情慢舞       | CX         | 緯來日本台 | 長谷川京子                   | 網頁 （页面存档备份，存于） |
| 7月12日  | TEAM團隊       | CX         | JET        | 草彅剛                       |                             |
| 7月14日  | 危險傻大姊     | CX         | 緯來日本台 | 稻垣吾郎                     | 網頁 （页面存档备份，存于） |
| 7月20日  | 流星花園       | TBS        | 緯來日本台 | 井上真央                     | 網頁（页面存档备份，存于）  |
| 7月28日  | 飆風引擎       | CX         | 緯來日本台 | 木村拓哉                     | 網頁 （页面存档备份，存于） |
| 8月2日   | 改造野豬妹     | NTV        | 緯來日本台 | 龜梨和也、山下智久           | 網頁 （页面存档备份，存于） |
| 8月14日  | 為愛向錢衝     | CX         | 緯來日本台 | 草彅剛                       | 網頁 （页面存档备份，存于） |
| 8月31日  | 東大特訓班     | TBS        | 緯來日本台 | 阿部寬                       | 網頁 （页面存档备份，存于） |
| 8月29日  | 非關正義       | KTV        | 緯來日本台 | 篠原涼子                     | 網頁 （页面存档备份，存于） |
| 8月31日  | 求愛三兄弟     | TBS        | 緯來日本台 | 田中美佐子                   | 網頁 （页面存档备份，存于） |
| 9月15日  | 現在，很想見你 | TBS        | 緯來日本台 | Mimura、成宮寬貴             | 網頁 （页面存档备份，存于） |
| 10月13日 | 溫柔時光       | CX         | 緯來日本台 | 寺尾聰                       | 網頁 （页面存档备份，存于） |
| 10月30日 | 鬼鄰居         | CX         | 緯來日本台 | 夏川結衣、中山裕介           | 網頁 （页面存档备份，存于） |
| 12月5日  | 夫婦           | TBS        | 緯來日本台 | 田村正和                     | 網頁 （页面存档备份，存于） |
| 12月16日 | 大奧           | CX         | TVBS-G     | 菅野美穗、淺野優子、池脇千鶴 | 網頁 （页面存档备份，存于） |
| 12月18日 | 時代英雄傳     | TX         | JET        | 市川染五郎                   |                             |
| 12月20日 | 女系家族       | TBS        | 緯來日本台 | 米倉涼子                     | 網頁（页面存档备份，存于）  |